# A Fidzsi-szigetek az 1956. évi nyári olimpiai játékokon
A Fidzsi-szigetek az ausztráliai Melbourne-ben és a svédországi Stockholmban megrendezett 1956. évi nyári olimpiai játékok egyik részt vevő nemzete volt. Az országot az olimpián 3 sportágban 5 sportoló képviselte, akik érmet nem szereztek. A Fidzsi-szigetek első alkalommal vett részt az olimpiai játékokon.

## Atlétika
Férfi
| Versenyző       | Versenyszám   | Selejtező | Selejtező | Döntő    | Döntő    |
| Versenyző       | Versenyszám   | Eredmény  | Helyezés  | Eredmény | Helyezés |
| --------------- | ------------- | --------- | --------- | -------- | -------- |
| Mesulame Rakuro | Diszkoszvetés | 48,21 m   | 8.        | 47,24 m  | 15.      |

## Ökölvívás
| Versenyző       | Versenyszám  | 32-es főtábla        | Nyolcaddöntő            | Negyeddöntő       | Elődöntő          | Döntő             | Helyezés |
| Versenyző       | Versenyszám  | Ellenfél Eredmény    | Ellenfél Eredmény       | Ellenfél Eredmény | Ellenfél Eredmény | Ellenfél Eredmény | Helyezés |
| --------------- | ------------ | -------------------- | ----------------------- | ----------------- | ----------------- | ----------------- | -------- |
| Thomas Schuster | Kisváltósúly | Willi Roth (EUA) · V | kiesett                 | kiesett           | kiesett           | kiesett           | 17.      |
| Hector Hatch    | Váltósúly    |                      | Nicolea Linca (ROU) · V | kiesett           | kiesett           | kiesett           | 9.       |

## Vitorlázás
Nyílt
| Versenyző      | Versenyszám | Futam | Futam | Futam | Futam | Futam | Futam | Futam | Pontszám | Helyezés |
| Versenyző      | Versenyszám | 1     | 2     | 3     | 4     | 5     | 6     | 7     | Pontszám | Helyezés |
| -------------- | ----------- | ----- | ----- | ----- | ----- | ----- | ----- | ----- | -------- | -------- |
| Nesbit Bentley | Finn dingi  | (0)   | 123   | 147   | 147   | 198   | 147*  | 172*  | 934      | 20.      |

* - a futamon John Gilmore állt rajthoz